# Róbert Kasza
Róbert Kasza (Budapest, 5 aprile 1986) è un pentatleta ungherese.

## Palmarès
In carriera ha conseguito i seguenti risultati:
- Mondiali:

Budapest 2008: bronzo nella staffetta.
Chengdu 2010: bronzo nella gara a squadre.
Kaohsiung 2013: oro nella staffetta.
Varsavia 2014: oro a squadre.
Il Cairo 2017: argento nell'individuale.
- Europei

Mosca 2008: argento nella gara a squadre, bronzo nell'individuale e nella staffetta.
Debrecen 2010: oro nella staffetta.
Medway 2011: oro nella staffetta.
Sofia 2012: argento nell'individuale e nella gara a squadre.
Drzonów 2013: oro nella gara a squadre, argento nell'individuale.
Székesfehérvár 2014: oro nella gara a squadre.
Sofia 2016: argento individuale.
Minsk 2017: oro a squadre, argento individuale e bronzo nella staffetta mista.